# Děkanát Nový Jičín

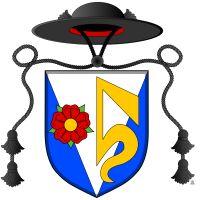
Znak děkanátu Nový Jičín

Děkanát Nový Jičín je územní část ostravsko-opavské diecéze s centrem v Novém Jičíně. Tvoří jej 27 římskokatolických farností. Novojičínský děkanát je území rozprostírající se na části okresu Nový Jičín východně od řeky Odry, která tvoří hranici s děkanátem bíloveckým.
V čele děkanátu stojí od srpna 2024 děkan P. Vojtěch Janšta, Th.D., farář v Novém Jičíně. Úřad místoděkana od prosince 2016 neobsazen.

## Seznam farností
| Farnost                  | Správce                                            | Další duchovní ve farnosti | Farní kostel               |
| ------------------------ | -------------------------------------------------- | --- | -------------------------- |
| Albrechtičky             | P. Mgr. Mirosław Jacek Brutkowski                  | | sv. Mikuláš                |
| Bartošovice              | administrátor excurrendo, Albrechtičky             | | sv. Ondřeje, Petra a Pavla |
| Bernartice nad Odrou     | administrátor excurrendo, Mořkov                   | | Navštívení Panny Marie     |
| Frenštát pod Radhoštěm   | P. Mgr. Mariusz Tomasz Banaszczyk                  | | sv. Martin                 |
| Hodslavice               | R. D. Jarosław Marek Fołta                         | | Božské srdce Páně          |
| Jeseník nad Odrou        | P. Mgr. Ladislav Stanečka                          | | Nanebevzetí Panny Marie    |
| Kopřivnice               | P. Mgr. Ing. Martin Kudla                          | P. Mgr. Jan Jurečka, farní vikář; Mgr. Pavel Kupčík, trvalý jáhen | sv. Bartoloměj             |
| Kunín                    | administrátor excurrendo, Nový Jičín               | | Povýšení sv. Kříže         |
| Libhošť                  | P. Mgr. Dušan Zelina                               | | sv. Jakub                  |
| Lichnov u Nového Jičína  | P. Mgr. Grzegorz Tadeusz Oziębłowski               | | sv. Petr a Pavel           |
| Lubina                   | administrátor excurrendo, Kopřivnice               | | sv. Václav                 |
| Mořkov                   | P. Mgr. Pawel Dobija                               | | sv. Jiří                   |
| Mošnov                   | administrátor excurrendo, Petřvald u Nového Jičína | | sv. Markéta                |
| Nový Jičín               | P. Vojtěch Janšta, Th.D.                           | P. Mgr. Zdeněk Šimíček, farní vikář; P. Michal Petr, farní vikář; Mgr. Antonín Glogar, trvalý jáhen; Mgr. Antonín Urban, trvalý jáhen; Mgr. Jaromír Bok, trvalý jáhen | Nanebevzetí Panny Marie    |
| Petřvald u Nového Jičína | P. ThLic. Lucjan Jan Lasoń                         | | sv. Mikuláš                |
| Příbor                   | P. Jindřich Švorčík                                | Mgr. Jaromír Bok, trvalý jáhen | Narození Panny Marie       |
| Rybí                     | administrátor excurrendo, Libhošť                  | | Nalezení sv. Kříže         |
| Sedlnice                 | administrátor excurrendo, Příbor                   | | sv. Archanděl Michael      |
| Starý Jičín              | P. Mgr. Marcel Krajzl                              | | sv. Václav                 |
| Šenov u Nového Jičína    | administrátor excurrendo Nový Jičín                | | sv. Martin                 |
| Štramberk                | P. Mgr. Vladimír Zelina                            | | sv. Jan Nepomucký          |
| Tichá                    | administrátor excurrendo, Frenštát pod Radhoštěm   | P. Josef Kaňovský | sv. Mikuláš                |
| Trnávka                  | administrátor excurrendo, Petřvald u Nového Jičína | | sv. Kateřina               |
| Veřovice                 | P. Mgr. ThLic. Krzysztof Szewczyk                  | | Nanebevzetí Panny Marie    |
| Vlčovice                 | administrátor excurrendo, Lichnov u Nového Jičína  | | Všech svatých              |
| Ženklava                 | administrátor excurrendo, Veřovice                 | | Navštívení Panny Marie     |
| Životice u Nového Jičína | administrátor excurrendo, Hodslavice               | | sv. Jan Křtitel            |